# Hapoel Gilboa Galil
O Hapoel Gilboa Galil (em hebraico:  הפועל גלבוע גליל) é um clube de basquetebol baseado em Gan Ner, Israel que atualmente disputa a Ligat HaAl. Manda seus jogos na Gan Ner Sports Hall com capacidade para 2.700 espectadores.

## Histórico de Temporadas
| Temporada | Nível | Liga        | Pos. | J     | PL  | Resultado         | Copa do Estado    | Copa da Liga      | Competições Internacionais |
| --------- | ----- | ----------- | ---- | ----- | --- | ----------------- | ----------------- | ----------------- | -------------------------- |
| 2008–09   | 1     | Ligat HaAl  | 5    | 13-9  | 3-3 | Semifinalista     | Quartas de finais | 3º colocado       | 2 Eurocopa TR              |
| 2009–10   | 1     | Ligat HaAl  | 3    | 14-8  | 5-0 | Campeão           | Quartas de finais | Semifinais        | 2 Eurocopa TR              |
| 2010–11   | 1     | Ligat HaAl  | 2    | 17-10 | 3-2 | Finalista         | Quartas de finais | Quartas de finais | 2 Eurocopa TR              |
| 2011–12   | 1     | Ligat HaAl  | 2    | 16-9  | 1-3 | Quartas de finais | -                 | Quartas de finais | Liga Balcânica C           |
| 2012–13   | 1     | Ligat HaAl  | 7    | 14-13 | 0-3 | Quartas de finais | -                 | -                 | Liga Balcânica C           |
| 2013–14   | 1     | Ligat HaAl  | 8    | 14-15 | 1-3 | Quartas de finais | Quartas de finais | -                 | Liga Balcânica FN          |
| 2014–15   | 1     | Ligat HaAl  | 12   | 9-24  |     | Rebaixado         | Quartas de finais | -                 | -                          |
| 2015–16   | 2     | Liga Leumit | 1    | 21-5  | 7-2 | Promovidocampeão  | -                 | -                 | -                          |
| 2016–17   | 1     | Ligat HaAl  | 9    | 15-18 |     |                   | Oitavas de finais | Semifinais        | -                          |
| 2017-18   | 1     | Ligat HaAl  | 6    | 17-16 |     |                   | Primeira fase     | Semifinais        | -                          |
| 2018-19   | 1     | Ligat HaAl  | 10   | 12-21 |     |                   |                   |                   | -                          |
| 2019-20   | 1     | Ligat HaAl  | 4    | 16-13 | 2-2 | Semifinais        | Quartas de final  | Oitavas de final  | -                          |
| 2020-21   | 1     | Ligat HaAl  | 2    | 19-10 | 5-2 | Finalista         | Quartas de final  | Quartas de final  | -                          |

fonte:eurobasket.com

## Títulos
São computados ao Hapoel Gilboa Galil, os títulos conquistados pelo Hapoel Galil Elyon.

### Liga israelense
- Campeões (2):1992-93, 2009-10
- Finalista (4):1989-90, 1994-95, 2010-11, 2020-21

### Copa do Estado de Israel
- Campeão (2):1988, 1992
- Finalista (3):1987, 1990, 1998

### Liga Balcânica
- Campeão (2):2011-12, 2012-13
- Finalista (1):2013-14

## Jogadores notáveis
- Dagan Yivzori 5 temporadas: '08-'13
- Brian Roberts 1 temporada: '08-'09
- Elishay Kadir 2 temporadas: '08-'10
- Brian Randle 2 temporadas: '08-'10
- Dion Dowell 2 temporadas: '08-'10
- Gal Mekel 3 temporadas: '08-'11
- Guni Israeli 3 temporadas: '08-'11
- Avishay Gordon 4 temporadas: '08-'12
- Jeremy Pargo 1 temporada: '09-'10
- Isaiah Swann 1 temporada: '09-'10
- Tyler Wilkerson 1 temporada: '10-'11
- Marco Killingsworth 1 temporada: '10-'11
- Ido Kozikaro 2 temporadas: '10-'12
- Romeo Travis 1 temporada: '11-'12
- Courtney Fells 1 temporada: '11-'12
- Joseph Jones 1 temporada: '11-'12
- Jan Martín 1 temporada: '11-'12
- Nimrod Tishman 3 temporadas: '11-'14
- Mitchell Watt 1 temporada: '12-'13
- Jamar Smith 1 temporada: '12-'13
- Rakim Sanders 1 temporada: '12-'13
- Yaniv Green 2 temporadas: '12-'14
- Amit Simhon 2 temporadas: '12-'14
- Joaquin Szuchman 6 temporadas: '12-presente
- Mike James 1 temporada: '13
- Adrian Banks 1 temporada: '13
- Stu Douglass 1 temporada: '13-'14
- DeShawn Sims 1 temporada: '13-'14
- Kenny Boynton 1 temporada: '13-'14
- Gerald Robinson 1 temporada: '13-'14
- Alex Young 1 temporada: '14-'15
- Oded Brandwein 1 temporada: '14-'15
- Rafi Menco 1 temporada: '14-'15
- Itay Segev 1 temporada: '14-'15
- Jason Siggers 2 temporadas: '15-'17
- Eric Griffin 1 temporada: '16-'17
- Murphy Holloway 1 temporada: '16-'17